# Гвидо де Колумна
Гвидо де Колумна (лат. Guido de Columna; итал. Guido delle Colonne) — итальянский писатель и поэт XIII века.
Судья из Мессины. В средние века известностью пользовалась его «История разрушения Трои» («Historia destructionis Trojae», 1287, в славянском переводе — «Троянская история»), напечатанная впервые в Кёльне (1476) и переведённая на итальянский, испанский, голландский и английский языки. Из неё Шекспир заимствовал сюжет «Троила и Крессиды».

## Российские издания
- «Повесть о создании и попленении Тройском», перевод начала XVI века.
- «Книга Троя»
- «История о разорении Трои, столичного града Фригийского царства, из разных древних писателей собранная». СПб., 1745 год